# 1923年中華民國大總統選舉
1923年中華民國大總統選舉為中華民國北洋政府舉行的第3任大總統選舉，也是中華民國行憲前最後一次的大總統選舉。結果由曹錕以480票當選大總統，並於10月10日就職。在选举中曹锟为了确保当上大总统，通过各种方式向长期欠薪的旧国会议员提供贿赂并为媒体所曝光，因此选举结果受到各方质疑，史称曹锟贿选。

## 背景
1922年4月，直奉戰爭結束，北洋政府处于直系軍閥控制之下，曹锟亲信主张立刻驱逐徐世昌，直接让曹当总统。而吴佩孚则主张采纳旧国会眾議院議長吳景濂，參議院議長王家襄、前绥远将军張绍曾等人建议，恢复旧国会，先让黎元洪复位，以“法统重光”统一全国之后，再通过国会“选举”曹锟为大总统。一來可以合法取消徐世昌的總統法律地位，二來可以使北方恢復1917年以前的合法局面，三來可以中止西南地方的護法局面，因此對及其盟友发出一系列通电，要求徐世昌辞去北京总统职务、孙中山辞去广州的非常大总统职务，并提出在黎元洪领导下“恢复法统”。
1922年6月2日，徐世昌後被迫離職，6月11日黎元洪復職。黎元洪入京後，撤銷1917年「解散國會命令」，第1屆國會在8月1日在北京复會。
吴佩孚将其心腹安排为内阁要员，1922年9月19日王宠惠内阁成立。这使曹锟亲信深为不满，直系逐分化为洛阳派和保定派。11月以曹锐为首的保定派制造罗文干案，进行倒阁活动。按照法统，1923年10月举行第3任大总统选举。
曹锟亲信等待不及，为了早日进行总统“大选”，1923年6月6日，北京舉行國務會議，內政總長高凌霨指责黎元洪对内阁职责干预过多，交通總長吳毓麟、司法總長程克、財政總長張英華贊同內閣總辭，高凌霨將事先擬好的辭呈電搞請閣員簽名後，導致内阁总辞职。6月8日，曹派雇用流氓並纠集所谓的“公民代表团”请愿，围困总统住宅，军警索饷、罢岗、罢哨，甚至割断电话线、破坏水源，逼迫黎元洪下台。6月13日黎元洪带印出京，宣布欲在天津继续行使总统职权，但被保定派的直隸省長王承斌围困在天津车站，被逼交出总统印信。
为抗议上述非法行为，许多議員相繼離京。6月27日浙江督军卢永祥通电赞成迁地制宪，号召议员南下上海。剩下的议员不够法定人数，无法提前进行总统选举，於是眾議院議長吳景濂、高凌霨、吳毓麟、王毓芝等，使用威逼利誘、收買等手段，拉拢议员回京。9月12日，第一次選舉會召開，由于人數不足而流產。9月13日津保派在甘石橋114號俱樂部舉行秘密會議，直系方面曾“疏通異黨”，並邀集「三十六政團」，討論投票議員付給票价方法。程序上，經兩旬期間之切實協商，確定為5000元，由國會會議科以支票形式簽發。大多數主張在出席大選會的上午付款，國會議員收到票款后即麇集在一處，午後同乘汽車徑赴國會投票。
在10月1日起，以補發欠薪名義，由眾議院會議科所發，每位參與選舉議員五千元支票一張。
攝閣於10月4日公布，開憲法會議。而吳景濂以總統選舉會名義，通告10月5日開會選舉大總統。

## 選舉情況

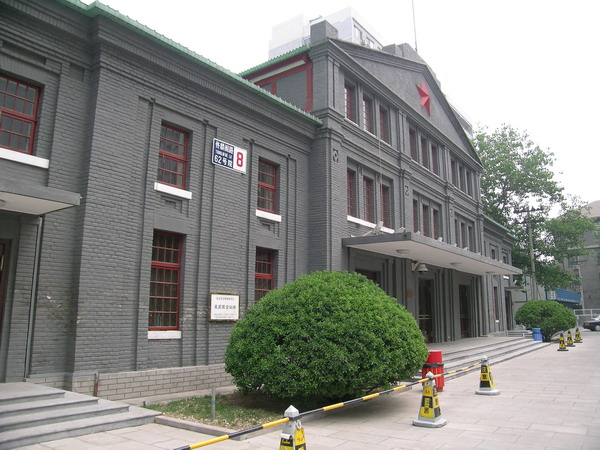
今北京西城區佟麟阁路的眾議院議場舊址

1923年10月5日，大總統選舉於象坊橋眾議院會場舉行。開會時間原定10時，到齊時已經11點52分，吳景濂宣布開會，報告簽到人數計參議員152人，眾議員441人，共593人，超過法定人數。参议院议长王家襄刚刚辞职，由众议院议长吳景濂一人主持，吴下令開會，並說明投票方法。
下午2時正式投票，至4時完畢，當眾點票，投票總數590票。曹錕得480票，得票超過法定3/4人次，當選為中華民國第3任大總統。
其餘得票人有：孫文33票，唐繼堯20票，岑春煊8票，段祺瑞7票，吳佩孚5票，王家襄、陳炯明、陸榮廷各2票，吳景濂、陳三立、張紹曾、張作霖、陳遐齡、唐紹儀、汪兆銘、王士珍、谷鐘秀、譚延闓、盧永祥、李烈鈞、高錫、符鼐升、姚桐豫、胡景翼、歐陽武、嚴修各得1票。「廢票」12張，內有孫美瑤1票，「五千元」1票，「三立齋」3票。
之後，有些議員想選舉副總統，但曹錕怕對己不利，聲稱政府不願在未統一前選舉副總統，造成副總統一直懸缺。

## 得票情形
| 候選人 | 派系       | 得票 | 當選 |
| ------ | ---------- | ---- | ---- |
| 候選人 | 派系       | 票數 | 當選 |
| 曹錕   | 直系       | 480  | 當選 |
| 孫文   | 中國國民黨 | 33   |      |
| 唐繼堯 | 滇系       | 20   |      |
| 岑春煊 | 中國國民黨 | 8    |      |
| 段祺瑞 | 皖系       | 7    |      |
| 吳佩孚 | 直系       | 5    |      |
| 王家襄 | 進步黨     | 2    |      |
| 陳炯明 | 中國國民黨 | 2    |      |
| 陸榮廷 | 舊桂系     | 2    |      |
| 吳景濂 | 中國國民黨 | 1    |      |
| 陳三立 | 無黨籍     | 1    |      |
| 張紹曾 | 北洋系     | 1    |      |
| 張作霖 | 奉系       | 1    |      |
| 陳遐齡 | 川系       | 1    |      |
| 唐紹儀 | 中國國民黨 | 1    |      |
| 汪兆銘 | 中國國民黨 | 1    |      |
| 王士珍 | 北洋系     | 1    |      |
| 谷鐘秀 | 政學系     | 1    |      |
| 譚延闓 | 中國國民黨 | 1    |      |
| 盧永祥 | 皖系       | 1    |      |
| 李烈鈞 | 中國國民黨 | 1    |      |
| 高錫   | 無黨籍     | 1    |      |
| 符鼐升 | 無黨籍     | 1    |      |
| 姚桐豫 | 無黨籍     | 1    |      |
| 胡景翼 | 無黨籍     | 1    |      |
| 歐陽武 | 無黨籍     | 1    |      |
| 嚴修   | 無黨籍     | 1    |      |
| 廢票   |            | 12   |      |

## 後續爭議
在這次選舉中，曹錕利用賄選手段取得總統職位，也引起各方的不滿，當時南方廣州軍政府的大元帥孫中山下令討伐曹錕和通緝選曹的議員。而傳媒把收曹錕銀票的議員稱作豬仔。
所謂「賄選」是指曹錕以補足議員欠薪的名義發放每人五千元。然而民國初年議員薪水長期拖欠也確有其事，當時情況是每位議員每三個月才能領一次一個月薪水的7成，但即便有欠薪也應是以政府的名義補足，而曹錕確用「私人」的名義幫政府補足議員欠薪，確實很難說沒有賄選的事實。
1923年10月3日，浙江省籍眾議員邵瑞彭，將所取得的五千元支票拍成正、反兩面照片，向京師地方檢察廳告發，請求實行偵查起訴，並通電各省，申訴事情經過。
1924年北京政變，段祺瑞上台擔任臨時執政後，司法總長章士釗簽署逮捕受賄議員令，令檢察機關蒐集證據。檢察官奉命至相關銀行檢查賬簿，共搜得支票收據480張。包括大有銀行5000元支票存聯40張，金額20萬，出票人為潔記；直隸省銀行5000元支票存聯180張，金額90萬，出票人為承先堂。1924年12月6日，临时执政府以命令形式公布，对于受贿议员，亦通过“依法惩处”的內閣決議。雖然法院開具收押收賄議員的傳票，最終則無一人遭到逮捕。

### 引用
1. ↑  .   [2014-11-15]. （原始内容存档于2019-09-01）.
2. ↑  .   [2014-11-15]. （原始内容存档于2016-03-04）.
3. ↑  .   [2014-11-15]. （原始内容存档于2016-03-04）.
4. ↑  .   [2014-11-15]. （原始内容存档于2014-11-29）.
5. 1 2  丁中江. . . （原始内容存档于2020-08-07）.
6. ↑  中國國民黨為曹錕賄選竊位宣言 （页面存档备份，存于），國父全集，第二冊，pp.123，1989年
7. ↑  .   [2014-11-15]. （原始内容存档于2014-11-29）.